# Groupe V33
Le Groupe V33 est une entreprise française spécialisée dans la fabrication de produits de protection et décoration pour le bois et des peintures de finitions, spéciales et grands blancs, vendus sous les marques commerciales V33, Libéron, Hypnotik, Plastor et Cecil Pro.

## Histoire
En 2005, V33 rachète le groupe Cecil, alliance venant renforcer la position du groupe sur le circuit du négoce et du traitement industriel du bois, avant de le revendre en 2009 au groupe Berkem.

## Organisation
Depuis 2002, une unité spécialisée a été créée pour la fabrication des produits en phase aqueuse.

## Produits
Le groupe V33 entreprend à partir de 2006 un développement des peintures d'intérieur pour le grand public par le réseau des magasins de bricolage.